# Iffigheimer Berg
Der Iffigheimer Berg ist ein 482 m ü. NHN hoher Berg im Steigerwald. Er liegt im Landkreis Neustadt an der Aisch-Bad Windsheim in Mittelfranken.

## Geographische Lage
Der Berg liegt im südwestlichen Teil des Steigerwalds und ragt, ähnlich der Schwanberg, vom vorgelagerten Mainfranken hervor. Dadurch wirkt er vor allem von der Westseite sehr markant. Der zwischen den beiden Orten Krassolzheim im Osten und Nenzenheim im Westen liegende Berg ist vollkommen mit Wald bedeckt. Er ist von der Straße NEA 32 erschlossen.

## Name
Der Name Iffigheimer Berg ist auf den Waldbesitz des acht Kilometer entfernten Dorfes Iffigheim zurückzuführen. Er war Teil des Kunigundenwaldes.

## Sehenswürdigkeiten
Auf dem höchsten Punkt des Berges befindet sich ein 27 Meter hoher Aussichtsturm. Er wurde im Jahre 1902 erbaut. Von dort aus hat man eine gute Aussicht auf die benachbarten Berge Hoher Landsberg und Scheinberg.